# Natural Born Thrillers
Natural Born Thrillers var en gruppe fribrydere der eksisterede i 2000 i forbundet WCW. Fælles for alle medlemmerne var, at de var studenter af Power Plant wrestlingskolen (med undtagelse af Shawn Stasiak). Kevin Nash fungerede som deres mentor, og gik i perioden under navnet Coach Nash. Gruppen overtog New Blood, og mange mener at denne gruppe var mere succesfuld i at få nye talenter frem, da både Sean O'Haire, Mike Sanders, Shawn Stasiak og Chuck Palumbo blev store stjerner hen mod slutningen af WCW. Gruppen kæmpede bl.a. mod Big Vito, Paul Orndorff, Booker T, Sting, Ernest Miller og Goldberg.

## Medlemmer
- Chuck Palumbo
- Johnny the Bull
- Kevin Nash
- Mark Jindrak
- Mike Sanders
- Reno
- Sean O'Haire
- Shawn Stasiak